# Dom przy ulicy Matejki 18 w Siemianowicach Śląskich
Dom przy ulicy Jana Matejki 18 w Siemianowicach Śląskich – XIX-wieczny, ceglany dom mieszkalny, który znajdował się przy ulicy J. Matejki 18 w Siemianowicach Śląskich, na terenie dzielnicy Centrum. Wyburzony w 1992 roku.

## Historia
Budynek został wybudowany w 1863 roku na terenie kolonii Hugo, będącej częścią późniejszej gminy Huta Laura. W 1991 roku Kopalnia Węgla Kamiennego „Siemianowice” wystąpiła do Wojewódzkiego Konserwatora Zabytków w Katowicach z wnioskiem o wpis budynku do rejestru zabytków. Jeszcze tego samego roku, w dniu 31 maja 1991 roku został on wpisany do rejestru zabytków pod numerem A/1426/91, lecz rok później został nielegalnie wyburzony. Obiekt skreślono z rejestru zabytków 2 lipca 2021 roku decyzją Ministra Kultury, Dziedzictwa Narodowego i Sportu.